# Morris Ketchum Jesup
Morris Ketchum Jesup (ur. 21 czerwca 1830, zm. 22 stycznia 1908) – amerykański bankier, filantrop i prezes Amerykańskiego Muzeum Historii Naturalnej. Był także prezesem Nowojorskiej Izby Handlowej. Z jego inicjatywy w latach 1897-1898 powstał Peary Arctic Club. Finansował niektóre arktyczne wyprawy Roberta Peary'ego oraz  ekspedycję badawczą na Syberię i północno-zachodnie wybrzeże Ameryki Północnej pod nazwą Jesup North Pacific Expedition, kierowaną w latach 1897-1902 przez Franza Boasa. Od jego imienia i nazwiska pochodzi nazwa przylądka Kap Morris Jesup na Grenlandii.